# Golden Plains Shire
Golden Plains Shire is een Local Government Area (LGA) in Australië in de staat Victoria. Golden Plains Shire telt 17.255 inwoners. De hoofdplaats is Bannockburn.